# フアン・マヌエル・リージョ
フアン・マヌエル・'フアンマ'・リージョ・ディエス（Juan Manuel 'Juanma' Lillo Díez , 1965年11月2日 - ）は、スペイン・トロサ出身のサッカー指導者。マンチェスター・シティFCのアシスタントコーチを務めている。

## 来歴
15歳で指導者の道に進んだ。1995-96シーズンにはUDサラマンカにおいて、プリメーラ・ディビシオン最年少監督(29歳)として注目を集めた。しかし、同シーズンは最下位で降格となっている。レアル・オビエド、CDテネリフェ、レアル・サラゴサなどでも、好成績は残せなかった。
2005年、メキシコのドラドス・デ・シナロア監督に就任するも、シーズン途中に辞任。この際、オビエド時代から親交があり指導者養成学校に通っていたジョゼップ・グアルディオラをクラブに招いた。2008年4月、セグンダ・ディビシオンのレアル・ソシエダ監督に就任したが、昇格を達成できなかった。2009年12月、ウーゴ・サンチェスの後任としてプリメーラで低迷するUDアルメリア監督に就任し、パスワーク主体のサッカーで13位、残留に導いた。
2010年11月21日、FCバルセロナに0-8で歴史的大敗をした事が原因で、チームから解任が発表された。この試合は、リージョを師と仰ぐグアルディオラとの対決でもあった。
その後はコロンビアやチリ、スペインで監督やアシスタントコーチを勤めていた。
2018年9月17日、Jリーグ・ヴィッセル神戸監督就任が発表された。就労環境が整うまでの期間は林健太郎が暫定的に指揮を執ったが、この内9月29日のJ1第28節・鹿島アントラーズ戦ではコーチとして役員登録され、ベンチ入りした。その後就労環境が整い、10月4日にリージョ体制の始動が発表された。
2019年4月17日、「私と家族にとってはこうする事がベスト」と本人の意向により、神戸との契約を解除した。
2019年8月18日に中国甲級リーグ（中国2部）の青島黄海の新監督に就任。クラブをスーパーリーグ（1部）昇格に導いた。
2023-24シーズンからマンチェスターシティのアシスタントコーチに復帰

## エピソード
- ジョゼップ・グアルディオラとの親交で知られ、グアルディオラは｢最も影響を受けた指導者の一人｣としてリージョを賞賛している[2][1]。
- 優れた戦術理論家として有名である。パスワーク主体の攻撃重視サッカーを理想としている。Sportiva誌2009年9月号にて、サッカー日本代表について分析を述べている。

## タイトル

### 監督時代
CDミランデス
- テルセーラ・ディビシオン:1回（1988-89）

UDサラマンカ
- セグンダ・ディビシオンB:1回（1993-94）

青島黄海足球倶楽部
- 甲級リーグ:1回（2019）